# Cynortula robusta
Cynortula robusta is een hooiwagen uit de familie Cosmetidae.